# ララミー変動
ララミー変動（ララミーへんどう、Laramide orogeny）は、北米西部における造山運動で、7,000から8,000万年前の白亜紀後期に始まり、3,500から5,500万年前に終わった。変動の正確な期間と時期は、その原因と共に議論がある。ララミー変動は、鎮静期を挟みながら、何度か生じた。この造山運動によって形成された主な形態がカナダからメキシコ北部に及ぶロッキー山脈であるが、深部の厚い地層が変形している。最も東では、サウスダコタ州のブラックヒルズ (Black Hills) に見られる。変動名はワイオミング州東部のララミー山脈 (Laramie Mountains) に因む。
この造山運動は、北米西海岸において北米プレートの下にクラプレート (Kura Plate) とファラロンプレート (Farallon Plate) が潜り込む事象に起因すると一般に考えられている。沈み込みの角度が浅いため、火成活動は大陸の中西部では起こらず、下に潜り込む海洋プレートが、上の大陸プレートの根を引きずることとなったというのが一般的な仮説である。沈み込み角度が浅い原因は、プレートの収束速度が増したことにあろう。また、沈み込む海洋地殻が厚かったためとする説もある。
沈み込みに伴う火成活動は、（例えば、アンデス山脈の火山弧のような）プレートの端の近くではなく、はるか東で起きた。地質学者は、沈み込み帯近くのそうした火山活動の欠如を「マグマティック・ナル」(magmatic null) と呼ぶ。このナルは、沈み込むスラブが熱いアセノスフェアではなく、相対的に冷たい大陸プレートに接触したために起きたのかもしれない。沈み込みの角度の浅さとそれが引き起こした引っぱりの一つの結果が幅の広い山脈であり、その一部がロッキー山脈の前駆となった。
原始ロッキー山脈の西部の一部は、約2千万年前にファラロンプレートの消滅により、圧縮場がなくなり伸張力が働くことによって形を変え、ベイスン・アンド・レンジになった。
ほかにこの地域の地殻変動としてジュラ紀後期 - 白亜紀前期の、スヴィエ変動 (Sevier orogeny) とさらに以前のネバダ変動 (Nevadan orogeny) がある。